# Ivan Milev
Pour les articles homonymes, voir Milev.
Ivan Milev Lalev (en bulgare Иван Милев Лалев) est un peintre et scénographe bulgare, né le 18 février 1897 à Kazanlak, mort le 27 janvier 1927 à Sofia. Il est considéré comme le fondateur du mouvement artistique La Sécession bulgare. C'est un représentant majeur de la modernité.

## Biographie
Né dans une famille de bergers, Milev participera à la première Guerre Mondiale comme simple soldat. À la fin des hostilités, dès le 18 novembre 1918, il expose dans sa ville natale. En 1920, il étudie dans la capitale et bénéficie de trois expositions personnelles. En 1923, il découvre la Turquie, la Grèce, puis l'Italie. De retour en Bulgarie, il travaille pour le théâtre Ivan Vazov puis pour le mémorial de Skipa. Peu de temps après son mariage avec la chanteuse d'opéra Katya Naumova, Milev décède des suites d'une forte grippe.

## Iconographie
Milev est représenté sur le billet de banque de cinq leva.

## Galerie

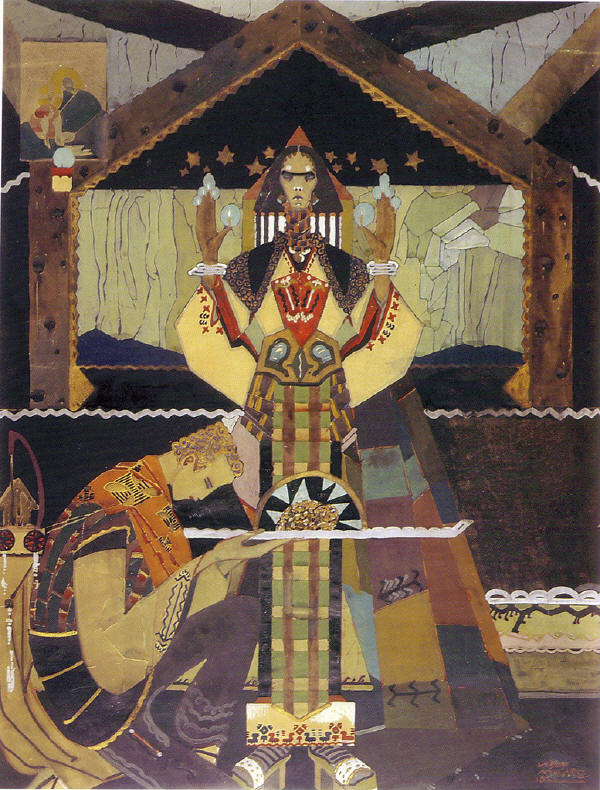
Obruchenie, 1923.
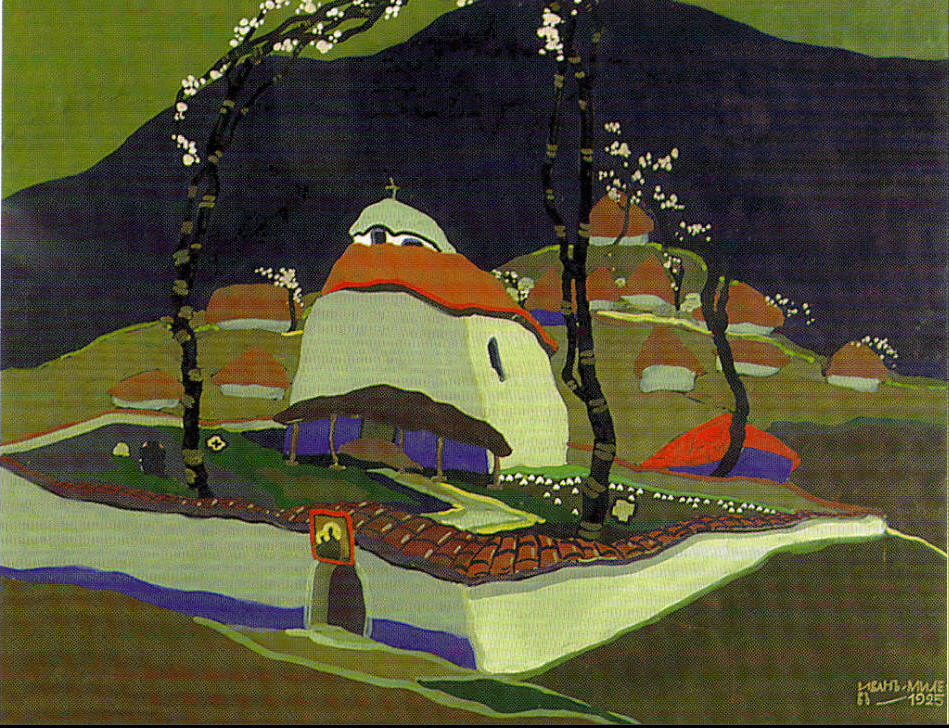
Le monastère Maglizh, 1924.
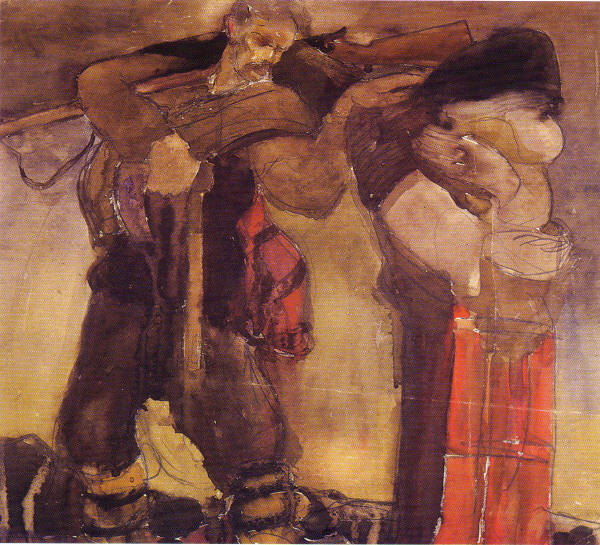
Septembre 1923, 1925.
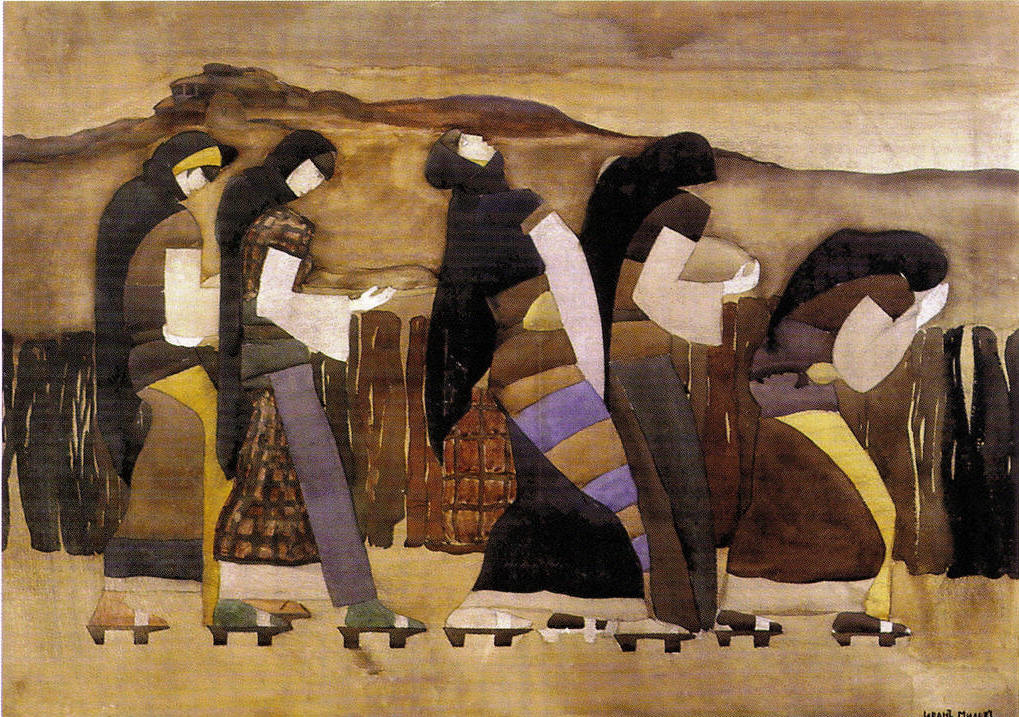
Nos mères sont toujours habillées de noir, 1926.
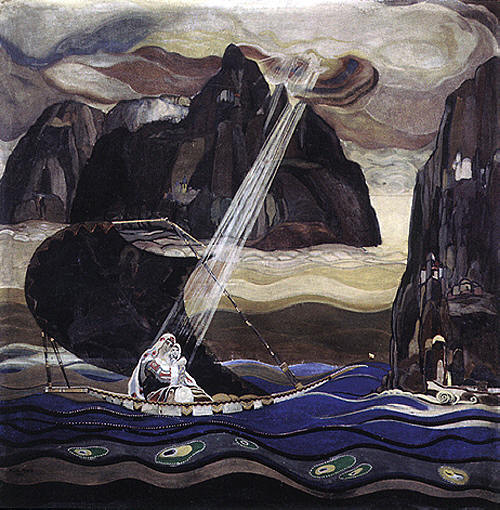
Légende du Mont Athos, 1926.